# Arrastão (álbum)
Arrastão é o décimo terceiro álbum de estúdio da dupla sertaneja brasileira Rionegro & Solimões. Foi lançado em 2008 pela Universal Music. Teve como sucessos as canções "Moído de Paixão", "Vida Louca" e "Arrastão".
Sempre dispostos a inovar, Rionegro & Solimões apresentam misturas de ritmos diferenciadas em pelo menos três faixas. "A música 'Arrastão' traz elementos dançantes de percussão e 'Alô Meu Coração' tem guitarras de rock e ritmo rastapé, enquanto a letra de 'Vida Louca' é bem diferente do que fazemos habitualmente", detalharam os músicos em material de divulgação. A música "Vida Louca" fez parte da trilha sonora da novela A Favorita, exibida pela TV Globo.
O disco veio a ser o último com a produção de Newton D'Ávila, que já trabalhava com a dupla desde o álbum de 1998.

## Faixas
| N.º            | Título              | Compositor(es)                | Duração |  |
| 1.             | "Vida Louca"        | Jorge Moisés / Rionegro       | 2:51    |  |
| 2.             | "Alô, Meu Coração"  | Cacá Moraes / Pedro Braga     | 3:01    |  |
| 3.             | "Moído de Paixão"   | Rick                          | 3:13    |  |
| 4.             | "Saúde e Paz"       | Chico Amado                   | 3:01    |  |
| 5.             | "Arrastão"          | Rionegro                      | 2:59    |  |
| 6.             | "Traz Mais Uma"     | Rick                          | 3:07    |  |
| 7.             | "Miserenta"         | Rionegro                      | 2:46    |  |
| 8.             | "Só Eu Sei"         | Gabriel                       | 3:35    |  |
| 9.             | "Vai e Vem"         | Kadu Ferraz / Rick / Rionegro | 3:05    |  |
| 10.            | "Chora Violão"      | Solimões                      | 3:42    |  |
| 11.            | "Nosso Filme"       | Erick / Toninho Mesquita      | 3:36    |  |
| 12.            | "Latinha no Bico"   | Solimões                      | 2:37    |  |
| 13.            | "No Meu Coração"    | Rionegro                      | 3:56    |  |
| 14.            | "Tá Ficando Bom"    | Rionegro                      | 2:45    |  |
| 15.            | "A Fila Tá Andando" | Rionegro                      | 3:01    |  |
| Duração total: | Duração total:      | Duração total:                | 47:00   |  |